# Predsnop
Predsnop skupova na topološkom prostoru {\displaystyle X} je kontravarijantni funktor {\displaystyle P:Otv_{X}^{\circ }\to X} iz kategorije {\displaystyle Otv_{X}} kojoj su objekti otvoreni podskupovi od {\displaystyle X}, a morfizmi inkluzije, u kategoriju skupova {\displaystyle Set}.
Ponekad gledamo i predsnopove objekata u nekoj drugoj kategoriji. Npr. predsnop grupa na topološkom prostoru je kontravarijantni funktor iz {\displaystyle Otv_{X}} u kategoriju {\displaystyle Grp} grupa i homomorfizama grupa.
Ako kažemo predsnop na topološkom prostoru bez da kažemo predsnop čega, obično podrazumijevamo predsnop skupova.
Još općenitije, predsnopove možemo gledati na ma kojoj kategoriji {\displaystyle C}, umjesto kategorije {\displaystyle Otv_{X}}. Tako su predsnopovi skupova na kategoriji {\displaystyle C} funktori {\displaystyle C^{\circ }\to Set}.
Neka je {\displaystyle X\in Ob(C)}. Tada je hom-funktor u prvom argumentu predsnop {\displaystyle h_{X}=Hom(-,X):C^{\circ }\to Set} zadan pravilom {\displaystyle Ob(C)\ni Y\mapsto Hom(Y,X)\in Ob(Set)} i {\displaystyle (Mor(C)\ni f:Y\to Z)\mapsto (Hom(f,X):Hom(Z,X)\to Hom(Y,X),g\mapsto g\circ f)}. Takav predsnop nazivamo reprezentabilnim predsnopom, a tako nazivamo i svaki predsnop za koji postoji i odabran je izomorfizam s funktorom tipa {\displaystyle h_{X}}.
Za danu malu kategoriju {\displaystyle C} definiramo kategoriju {\displaystyle {\hat {C}}} predsnopova skupova na {\displaystyle C} ovako. Objekti su predsnopovi skupova, a morfizmi su prirodne transformacije funktora. Tada je korespodencija
{\displaystyle Ob(C)\ni X\mapsto h_{X}:=Hom(-,X):C^{\circ }\to Set,\,\,\,Mor(C)\ni f\mapsto (Hom(-,f):g\mapsto f\circ g)} kovarijantni funktor {\displaystyle h:C\to {\hat {C}},X\mapsto h_{X}} koji zovemo Yonedino ulaganje. Yonedina lema u svom slabijem iskazu kaže da je taj funktor pun i vjeran (drugim riječima, ulaganje kategorija). Kako kategorija predsnopova skupova ima jako dobra svojstva (na primjer, dopušta kolimese i limese svih malih dijagrama) to ulaganje je jako korisno u matematici.
Korisno je da kategorija {\displaystyle C} ima dodatnu strukturu Grothendieckove topologije na sebi koja omogućava da se izdvoje oni predsnopovi koji zadovoljavaju izvjesna svojstva ljepljenja u odnosu na tu Grothendieckovu topologiju. Takve predsnopove zovemo snopovima u odnosu na tu Grothendieckovu topologiju. Snopovi su jedan od central pojmova u modernoj matematici.

## Univerzalno svojstvo
Konstrukciju {\displaystyle C\mapsto {\hat {C}}=\mathbf {Fct} (C^{\text{op}},\mathbf {Set} )} zovemo upotpunjenje kolimesima kategorije {\displaystyle C} jer vrijedi sljedeće univerzalno svojstvo:
Teorem (Proposition 2.7.1 u) Neka su {\displaystyle C,D} kategorije pri čemu D dopušta kolimese malih dijagrama.
Tada se svaki funktor {\displaystyle \eta :C\to D} razlaže na jedinstven način u kompoziciju 
{\displaystyle C{\overset {h}{\longrightarrow }}{\hat {C}}{\overset {\widetilde {\eta }}{\longrightarrow }}D}
gdje je {\displaystyle h} Yonedino ulaganje i {\displaystyle {\widetilde {\eta }}:{\hat {C}}\to D} je funktor koji čuva kolimese i kojeg zovemo Yonedino proširenje funktora {\displaystyle \eta }.